# (613469) 2006 QJ181
(613469) 2006 QJ181, também escrito como 2006 QJ181, é um corpo menor que está localizado no disco disperso, uma região do Sistema Solar. Este corpo celeste é classificado como um threetino, pois, o mesmo está em uma ressonância orbital de 1:3 com o planeta Netuno. Ele possui uma magnitude absoluta de 6,4 e tem um diâmetro estimado com 231 km. O astrônomo Mike Brown lista este corpo celeste em sua página na internet como um candidato a possível planeta anão.

## Descoberta
(613469) 2006 QJ181 foi descoberto no dia 21 de agosto  de 2006.

## Órbita
A órbita de (613469) 2006 QJ181 tem uma excentricidade de 0,498 e possui um semieixo maior de 62,886 UA. O seu periélio leva o mesmo a uma distância de 31,593 UA em relação ao Sol e seu afélio a 94,179 UA.